# Journal of Thermal Analysis and Calorimetry
Journal of Thermal Analysis and Calorimetry je recenzirani naučni časopis koji objavljuje izdavačka kuća Springer Science+Business Media u saradnji sa izdavačem Akadémiai Kiadó. Ranije se ovaj časopis zvao Journal of Thermal Analysis. On objavljuje članke o svim aspektima kalorimetrije, termanlne analize, i eksperimentalne termodinamike. Neke od obuhvaćenih oblasti su termogravimetrija, diferencijalna skenirajuća kalorimetrija svih tipova, derivativna termogravimetrija, toplotna provodljivost, termomehanička analiza, i teorija i instrumentacija za termalnu analizu i kalorimetriju.

## Faktor impakta
Journal of Thermal Analysis and Calorimetry je 2014. godine imao faktor impakta od 2.042, te je bio rangiran na 37. poziciji među 74 časopisa u tematskoj kategoriji 'Analitička hemija', i na 75. mestu među 139 časopisa kategorije 'Fizička hemija'.

## Spoljašnje veze
- Zvanični veb-sajt